# Svanvik, Finnmark
För orten Svanvik på Orust i Sverige, se Svanvik
Svanvik (kvänska: Jouttenlahti) är en ort i Sør-Varangers kommun i Finnmark fylke i norra Norge.
Svanvik ligger omkring 40 kilometer söder om Kirkenes vid Svanevatn i Pasvikdalen, Pasvikälvens dalgång.
I Svanvik finns Svanviks kapell, Pasvik folkehøgskole och Øvre Pasviks nationalpark. Pasvik har en egen barn- och ungdomsskola, omkring 2–3 kilometer från Pasviktunet, vilken 1982 ersatte Strand skoleinternat.

## Grensestasjon Pasvik
Svanvik var till och med 2013 en av de sex gränsstationer som bemannats av Grensekompaniet vid Garnisonen i Sør-Varanger. Från 2014 övertog Svanvik grensestasjon vaktuppgiften för de tre sydligaste gränsstationerna Svanvik, Skogfoss och Gjøkåsen. En by och större anläggning invigdes i juni 2014, vilken är förläggningsplats för de nybildade Grensekompani Pasvik.

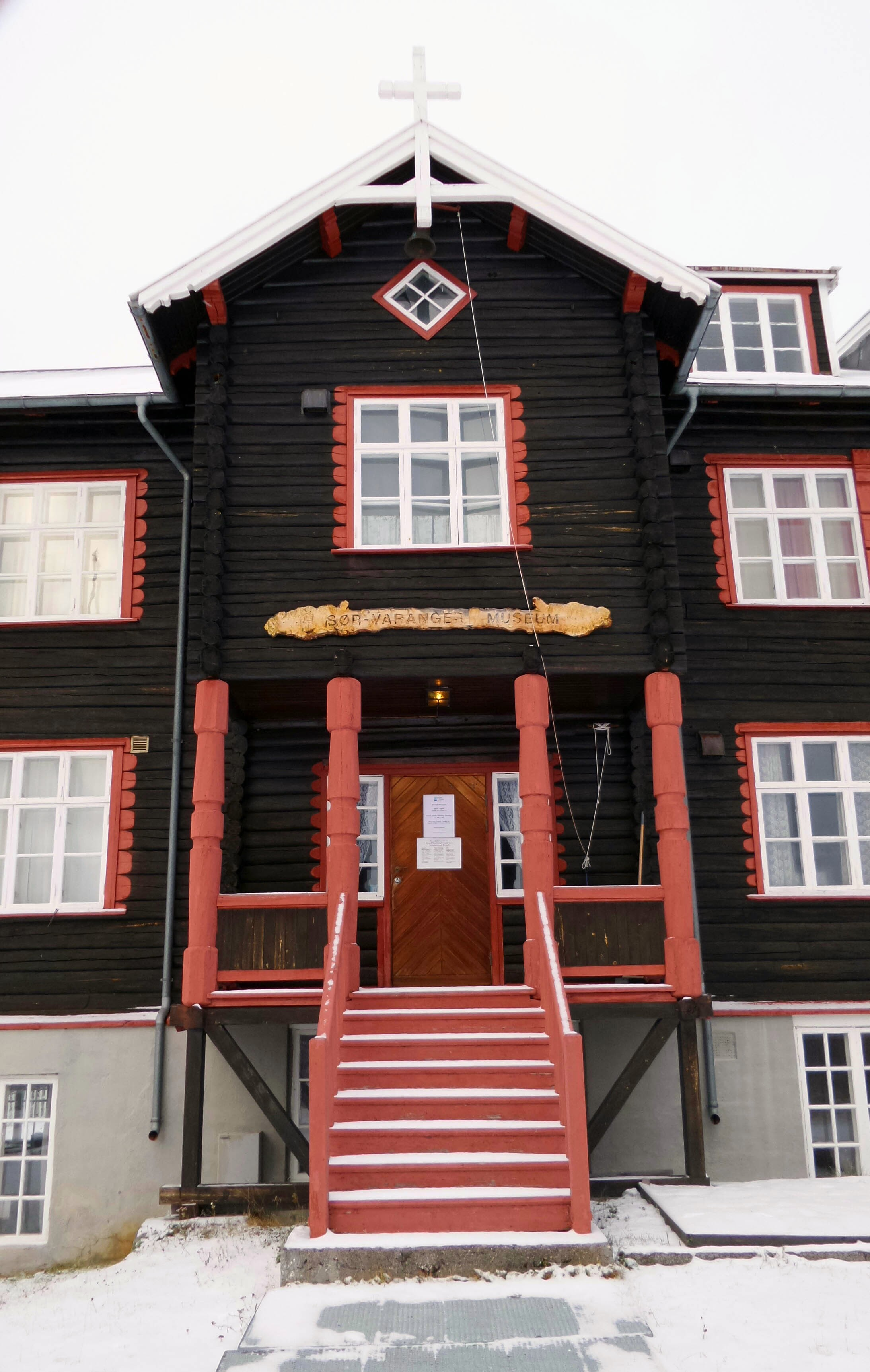
Strand skoleinternat.